# Erik Solbakken
Erik Solbakken (født 17. november 1984 i Hemsedal) er en norsk tv-vært. Han har arbejdet i NRK siden 2005. Siden december 2007 har han været vært på den nye børnekanal til NRK, NRK Super. Han har derudover medvirket i børneprogrammene Barne-TV, Julemorgen, Liga og Superkviss. Fra efteråret 2009 er han tv-vært på programmet Utfordringen og Krem Nasjonal på NRK Super.
I maj 2010 var han vært ved Eurovision Song Contest 2010 i Telenor Arena sammen med Nadia Hasnaoui og Haddy N'jie.